# Svitîn (Oliivka), Jîtomîr
Svitîn (în ucraineană Світин) este un sat în comuna Oliivka din raionul Jîtomîr, regiunea Jîtomîr, Ucraina.

## Demografie
Componența lingvistică a localității Svitîn
     Ucraineană (95,97%)
     Rusă (4,03%)
Conform recensământului din 2001, majoritatea populației localității Svitîn era vorbitoare de ucraineană (95,97%), existând în minoritate și vorbitori de rusă (4,03%).